# Пасарера
Пасарера је насеље у Италији у округу Кремона, региону Ломбардија.
Према процени из 2011. у насељу је живело 373 становника. Насеље се налази на надморској висини од 77 м.